# XVideos
XVideos — сайт, предоставляющий бесплатный доступ к порнографическим материалам. Штаб-квартира находится в Праге, Чехия. По состоянию на август 2022 года является самым популярным порнографическим сайтом в мире. Согласно Alexa, был одним из 50 самых популярных веб-сайтов в интернете с начала 2013 года. По состоянию на август 2022 года сайт занимает 7-е место в глобальном рейтинге SimilarWeb и 1-е место в категории Adult. В настоящее время насчитывает около 3,1 млрд посетителей в месяц. По оценкам самого XVideos, на 2022 год на сайте представлено более 10,6 миллиона видео.

## История
XVideos был основан в 2007 году в Париже французом Стефаном Пако. К 2012 году XVideos имел 100 миллиардов просмотров страниц в месяц и стал крупнейшим порносайтом в мире. Фабиан Тильман, владелец MindGeek, попытался купить сайт в 2012 году, но владелец XVideos отклонил предложение на сумму более 120 миллионов долларов.

## Структура
Сайт имеет 20 языковых разделов и 80 разделов по странам.

#### Категории
В XVideos используется 2000 категорий (tags). Наименования категорий отражают элементы содержания видео, что упрощает навигацию по сайту. Так, в категории black представлены порновидео с актёрами, имеющими чёрный цвет кожи, а в категории 18-year-old — актёрам, на момент съёмок предположительно должно быть 18 лет.

## Цензура
По сообщениям СМИ 1 июня 2022 года сайт «XVideos» наравне с сайтами Pornhub и Xhamster был заблокирован Роскомнадзором на территории России. В настоящее время данный сайт блокируется интернет-провайдерами на территории России.
Руководство сайта в свою очередь блокирует видеозаписи, на которые были поданы жалобы правообладателей. Так 13 апреля 2023 года сайт удалил официальный канал студии Evil Angel, содержавший более тысячи бесплатных роликов.